# Franz Frankl
Franz Xaver Frankl (* 17. Juli 1881 in Affecking (Ortsteil von Kelheim); † 29. April 1940 in München) war ein deutscher Landschaftsmaler.

## Leben
Frankl war in München ansässig und wurde anfänglich zum Grafiker ausgebildet. Dann studierte er an der Stuttgarter Akademie, später in Straßburg an der Kunstgewerbeschule. Weiterbildungen erfolgten in Paris und Metz.
Seine erste Kollektiv-Ausstellung hatte Frankl 1907 im Münchner Kunstverein; später nahm er an Sammelausstellungen u. a. in der ständigen Ausstellung der Münchner Künstlergenossenschaft teil. Sein Studienkollege in München war Karl Gatermann der Ältere (1883–1959), mit dem er freundschaftlich verbunden war. Frankl malte hauptsächlich Landschaften der Ammersee- und der Dachauergegend. Viel Erfolg hatte er besonders in den 1920er Jahren.

## Werke (Auszug)
- Dorf mit Bach, 40 × 56 cm, Öl auf Holz, München
- Mühle im Dachauer Moos, 41 × 58 cm, Öl auf Holz
- Sommerlandschaft mit kleinem Fluss, 65 × 80 cm, Öl auf Leinwand
- Alte Mühle im Loisachtal, 63 × 72 cm, Öl auf Leinwand, 1915
- Kohlezeichnung einer jungen Frau
- Schwüler Tag, Öl auf Leinwand, 65×80 cm
- Partie aus dem Alpenvorland, Öl auf Leinwand, 1929[1]
- Herbststimmung, Öl auf Leinwand, 1910[2]